# فیل آبراهام
فیل آبراهام (انگلیسی: Phil Abraham) کارگردان تلویزیونی و فیلم‌بردار اهل ایالات متحده آمریکا است.

## فیلم‌شناسی

### کارگردان
| سال  | نام                     | اپیزود                         | توضیحات           |
| ---- | ----------------------- | ------------------------------ | ----------------- |
| ۲۰۱۸ | دردویل                  | “One Last Shot”                | فصل ۳, episode 12 |
| ۲۰۱۶ | دردویل                  | "Bang"                         | فصل ۲, قسمت ۱     |
| ۲۰۱۶ | دردویل                  | "Dogs to a Gunfight"           | فصل ۲, قسمت ۲     |
| ۲۰۱۶ | متل بیتس                | "Till Death Do You Part"       | فصل ۴, قسمت ۳     |
| ۲۰۱۶ | رفتار خوب               | "The Ballad of Little Santino" | فصل ۱, قسمت ۷     |
| ۲۰۱۵ | Halt and Catch Fire     | "New Coke"                     | فصل ۲, قسمت ۲     |
| ۲۰۱۵ | Halt and Catch Fire     | "Heaven is A Place"            | فصل ۲, قسمت ۱۰    |
| ۲۰۱۵ | متل بیتس                | "Norma Louise"                 | فصل ۳, قسمت ۶     |
| ۲۰۱۵ | دگردیسی                 | "The Assassin"                 | فصل ۲, قسمت ۱۰    |
| ۲۰۱۵ | دگردیسی                 | "Dead End"                     | فصل ۲, قسمت ۱۱    |
| ۲۰۱۵ | Mad Men                 | "Lost Horizon"                 | فصل ۷, قسمت ۱۲    |
| ۲۰۱۵ | نارنجی مد جدید است      | "We Can Be Heroes"             | فصل ۳, قسمت ۱۱    |
| ۲۰۱۵ | نارنجی مد جدید است      | "Trust No Bitch"               | فصل ۳, قسمت ۱۳    |
| ۲۰۱۵ | دردویل                  | "Into the Ring"                | فصل ۱, قسمت 1     |
| ۲۰۱۵ | دردویل                  | "Cut Man"                      | فصل ۱, قسمت 2     |
| ۲۰۱۴ | دگردیسی                 | "The Master"                   | فصل ۱, قسمت ۱۳    |
| ۲۰۱۴ | Mad Men                 | "The Strategy"                 | فصل ۷, قسمت ۶     |
| ۲۰۱۴ | نارنجی مد جدید است      | "A Whole Other Hole"           | فصل ۲, قسمت ۴     |
| ۲۰۱۴ | نارنجی مد جدید است      | "It Was The Change"            | فصل ۲, قسمت ۱۲    |
| ۲۰۱۴ | ری داناوان              | "Gem and Loan"                 | فصل ۲, قسمت ۳     |
| ۲۰۱۴ | Those Who Kill          | "Rocking The Boat"             | فصل ۱, قسمت ۳     |
| ۲۰۱۳ | مد من                   | "The Quality of Mercy"         | فصل ۶, قسمت ۱۲    |
| ۲۰۱۳ | مد من                   | "The Better Half"              | فصل ۶, قسمت ۹     |
| ۲۰۱۳ | نارنجی مد جدید است      | "Moscow Mule"                  | فصل ۱, قسمت ۸     |
| ۲۰۱۳ | کارشناسان سکس           | "Phallic Victories"            | فصل ۱, قسمت ۱۱    |
| ۲۰۱۳ | کشتن (مجموعه تلویزیونی) | "From Up Here"                 | فصل ۳, قسمت ۱۱    |
| ۲۰۱۳ | Hostages                | "Burden of Truth"              | فصل ۱, قسمت ۱۰    |
| ۲۰۱۳ | پیروی                   | "The Siege"                    | فصل ۱, قسمت ۵     |
| ۲۰۱۲ | Mad Men                 | "Lady Lazarus"                 | فصل ۵, قسمت ۸     |
| ۲۰۱۲ | Mad Men                 | "The Other Woman"              | فصل ۵, قسمت ۱۱    |
| ۲۰۱۲ | ابتدایی                 | "You Do It Yourself"           | فصل ۱, قسمت ۹     |
| ۲۰۱۲ | Boss                    | "Redemption"                   | فصل ۲, قسمت ۴     |
| ۲۰۱۲ | کشتن                    | "Ogi Jun"                      | فصل ۲, قسمت ۴     |
| ۲۰۱۲ | کشتن                    | "Sayonara, Hiawatha"           | فصل ۲, قسمت ۹     |
| ۲۰۱۲ | علف                     | "Five Miles From Yetzer Hara"  | فصل ۸, قسمت ۸     |
| ۲۰۱۱ | همسر خوب                | "Wrongful Termination"         | فصل ۲, قسمت ۱۹    |
| ۲۰۱۱ | Lights Out              | "Head Games"                   | فصل ۱, قسمت ۸     |
| ۲۰۱۱ | کشتن                    | "Super 8"                      | فصل ۱, قسمت ۵     |
| ۲۰۱۱ | مردگان متحرک            | "Save The Last One"            | فصل ۲, قسمت ۳     |
| ۲۰۱۱ | جهنم متحرک              | "A New Birth of Freedom"       | فصل ۱, قسمت ۳     |
| ۲۰۱۱ | The Playboy Club        | "A Tryst of Fate" (unaired)    | فصل ۱, قسمت ۶     |
| ۲۰۱۰ | Mad Men                 | "Public Relations"             | فصل ۴, قسمت ۱     |
| ۲۰۱۰ | Mad Men                 | "The Summer Man"               | فصل ۴, قسمت ۸     |
| ۲۰۱۰ | Mad Men                 | "Chinese Wall"                 | فصل ۴, قسمت ۱۱    |
| ۲۰۱۰ | Mercy                   | "I Did Kill You, Didn't I?"    | فصل ۱, قسمت ۱۵    |
| ۲۰۱۰ | یقه سفید                | "Bottlenecked"                 | فصل ۱, قسمت ۱۲    |
| ۲۰۱۰ | فرزندان آشوب            | "June Wedding"                 | فصل ۳, قسمت ۱۲    |
| ۲۰۰۹ | برکینگ بد               | "Over"                         | فصل ۲, قسمت ۱۰    |
| ۲۰۰۹ | Mad Men                 | "Out of Town"                  | فصل ۳, قسمت ۱     |
| ۲۰۰۹ | Mad Men                 | "The Fog"                      | فصل ۳, قسمت ۵     |
| ۲۰۰۹ | Mad Men                 | "Souvenir"                     | فصل ۳, قسمت ۸     |
| ۲۰۰۹ | فرزندان آشوب            | "Service"                      | فصل ۲, قسمت ۱۱    |
| ۲۰۰۸ | Mad Men                 | "Maidenform"                   | فصل ۲, قسمت ۶     |
| ۲۰۰۸ | Mad Men                 | "The Jet Set"                  | فصل ۲, قسمت ۱۱    |
| ۲۰۰۸ | Crash                   | "F-36, Sprint Left, T-4"       | فصل ۱, قسمت ۱۱    |
| ۲۰۰۷ | Mad Men                 | "The Hobo Code"                | فصل ۱, قسمت ۸     |
| ۲۰۰۷ | سوپرانوز                | "Remember When"                | فصل ۶, قسمت ۱۵    |

### فیلم‌بردار
| Year | Series       | Episode                                  | Notes                 |
| ---- | ------------ | ---------------------------------------- | --------------------- |
| ۲۰۰۷ | مد من        | "Babylon"                                | فصل ۱, قسمت ۶         |
| ۲۰۰۷ | مد من        | "New Amsterdam"                          | فصل ۱, قسمت ۴         |
| ۲۰۰۷ | مد من        | "Marriage of Figaro"                     | فصل ۱, قسمت ۳         |
| ۲۰۰۷ | مد من        | "Ladies Room"                            | فصل ۱, قسمت ۲         |
| ۲۰۰۷ | مد من        | "Smoke Gets in Your Eyes"                | فصل ۱, قسمت ۱         |
| ۲۰۰۷ | سوپرانوز     | "The Blue Comet"                         | فصل 6 part ۲, قسمت ۲۰ |
| ۲۰۰۷ | سوپرانوز     | "Walk Like a Man"                        | فصل 6 part ۲, قسمت ۱۷ |
| ۲۰۰۷ | سوپرانوز     | "Soprano Home Movies"                    | فصل 6 part ۲, قسمت ۱۳ |
| ۲۰۰۶ | سوپرانوز     | "Cold Stones"                            | فصل 6 part ۱, قسمت ۱۱ |
| ۲۰۰۶ | سوپرانوز     | "The Ride"                               | فصل 6 part ۱, قسمت ۹  |
| ۲۰۰۶ | سوپرانوز     | "Luxury Lounge"                          | فصل 6 part ۱, قسمت ۷  |
| ۲۰۰۶ | سوپرانوز     | "Mr. & Mrs. John Sacrimoni Request"      | فصل 6 part ۱, قسمت ۵  |
| ۲۰۰۶ | سوپرانوز     | "Mayham"                                 | فصل 6 part ۱, قسمت ۳  |
| ۲۰۰۶ | سوپرانوز     | "Members Only"                           | فصل 6 part ۱, قسمت ۱  |
| ۲۰۰۶ | Six Degrees  | "Pilot"                                  | فصل ۱, قسمت ۱         |
| ۲۰۰۴ | The Sopranos | "All Due Respect"                        | فصل ۵, قسمت ۱۳        |
| ۲۰۰۴ | The Sopranos | "The Test Dream"                         | فصل ۵, قسمت ۱۱        |
| ۲۰۰۴ | The Sopranos | "Unidentified Black Males"               | فصل ۵, قسمت ۹         |
| ۲۰۰۴ | The Sopranos | "Sentimental Education"                  | فصل ۵, قسمت ۶         |
| ۲۰۰۴ | The Sopranos | "Irregular Around the Margins"           | فصل ۵, قسمت ۵         |
| ۲۰۰۴ | The Sopranos | "Where's Johnny?"                        | فصل ۵, قسمت ۳         |
| ۲۰۰۴ | The Sopranos | "Two Tonys"                              | فصل ۵, قسمت ۱         |
| ۲۰۰۲ | The Sopranos | "Whitecaps"                              | فصل ۴, قسمت ۱۳        |
| ۲۰۰۲ | The Sopranos | "Calling All Cars"                       | فصل ۴, قسمت ۱۱        |
| ۲۰۰۲ | The Sopranos | "Whoever Did This"                       | فصل ۴, قسمت ۹         |
| ۲۰۰۲ | The Sopranos | "Mergers and Acquisitions"               | فصل ۴, قسمت ۸         |
| ۲۰۰۲ | The Sopranos | "The Weight"                             | فصل ۴, قسمت ۴         |
| ۲۰۰۲ | The Sopranos | "Christopher"                            | فصل ۴, قسمت ۳         |
| ۲۰۰۲ | The Sopranos | "For All Debts Public and Private"       | فصل ۴, قسمت ۱         |
| ۲۰۰۱ | The Sopranos | "Army of One"                            | فصل ۳, قسمت ۱۳        |
| ۲۰۰۱ | The Sopranos | "Pine Barrens"                           | فصل ۳, قسمت ۱۱        |
| ۲۰۰۱ | The Sopranos | "The Telltale Moozadell"                 | فصل ۳, قسمت ۹         |
| ۲۰۰۱ | The Sopranos | "Second Opinion"                         | فصل ۳, قسمت ۷         |
| ۲۰۰۱ | The Sopranos | "Proshai, Livushka"                      | فصل ۳, قسمت ۲         |
| ۲۰۰۰ | The Sopranos | "Funhouse"                               | فصل ۲, قسمت ۱۳        |
| ۲۰۰۰ | The Sopranos | "The Knight in White Satin Armor"        | فصل ۲, قسمت ۱۲        |
| ۲۰۰۰ | The Sopranos | "House Arrest"                           | فصل ۲, قسمت ۱۱        |
| ۲۰۰۰ | The Sopranos | "Bust-Out"                               | فصل ۲, قسمت ۱۰        |
| ۲۰۰۰ | The Sopranos | "From Where to Eternity"                 | فصل ۲, قسمت ۹         |
| ۲۰۰۰ | The Sopranos | "Full Leather Jacket"                    | فصل ۲, قسمت ۸         |
| ۲۰۰۰ | The Sopranos | "D-Girl"                                 | فصل ۲, قسمت ۷         |
| ۲۰۰۰ | The Sopranos | "The Happy Wanderer"                     | فصل ۲, قسمت ۶         |
| ۲۰۰۰ | The Sopranos | "Big Girls Don't Cry"                    | فصل ۲, قسمت ۵         |
| ۲۰۰۰ | The Sopranos | "Commendatori"                           | فصل ۲, قسمت ۴         |
| ۲۰۰۰ | The Sopranos | "Toodle-Fucking-Oo"                      | فصل ۲, قسمت ۳         |
| ۲۰۰۰ | The Sopranos | "Do Not Resuscitate"                     | فصل ۲, قسمت ۲         |
| ۲۰۰۰ | The Sopranos | "Guy Walks Into a Psychiatrist's Office" | فصل ۲, قسمت ۱         |
| ۱۹۹۹ | The Sopranos | "I Dream of Jeannie Cusamano"            | فصل ۱, قسمت ۱۳        |
| ۱۹۹۹ | The Sopranos | "Isabella"                               | فصل ۱, قسمت ۱۲        |
| ۱۹۹۹ | The Sopranos | "Nobody Knows Anything"                  | فصل ۱, قسمت ۱۱        |
| ۱۹۹۹ | The Sopranos | "A Hit is a Hit"                         | فصل ۱, قسمت ۱۰        |
| ۱۹۹۹ | The Sopranos | "Boca"                                   | فصل ۱, قسمت ۹         |
| ۱۹۹۹ | The Sopranos | "The Legend of Tennessee Moltisanti"     | فصل ۱, قسمت ۸         |

### اپراتور دوربین
| سال  | نام      | اپیزود                      | توضیحات       |
| ---- | -------- | --------------------------- | ------------- |
| ۱۹۹۹ | سوپرانوز | "Down Neck"                 | فصل ۱, قسمت ۷ |
| ۱۹۹۹ | سوپرانوز | "Pax Soprana"               | فصل ۱, قسمت ۶ |
| ۱۹۹۹ | سوپرانوز | "College"                   | فصل ۱, قسمت ۵ |
| ۱۹۹۹ | سوپرانوز | "Denial, Anger, Acceptance" | فصل ۱, قسمت ۳ |